# Leptothyrium lunariae
Leptothyrium lunariae är en svampart som beskrevs av Kunze 1823. Leptothyrium lunariae ingår i släktet Leptothyrium, divisionen sporsäcksvampar och riket svampar.   Inga underarter finns listade i Catalogue of Life.